# Покалев
Покале́в (укр. Покалів) — село на Украине, основано в 1724 году, находится в Овручском районе Житомирской области.
Код КОАТУУ — 1824286201. Население по переписи 2001 года составляет 591 человек. Почтовый индекс — 11132. Телефонный код — 4148. Занимает площадь 1,6 км².

## Адрес местного совета
11132, Житомирская область, Овручский р-н, с.Покалев